# امرأة المسافر عبر الزمان (فلم)
امرأة المسافر عبر الزمان (بالإنجليزية: The Time Traveler's Wife) هو فيلم دراما رومانسي خيال علمي أمريكي مبني على رواية تحمل نفس الاسم من إخراج روبرت شوينتكي وبطولة رايتشل مكأدامز، إريك بانا، أرليس هوارد، رون ليفينجستون وستيفين توبولوسكي.

## روابط خارجية
مقالات تستعمل روابط فنية بلا صلة مع ويكي بيانات